# 宮澤博文
宮澤博文（みやざわひろふみ、9月19日生）は日本の俳優である。埼玉県出身。血液型O型。映画、Vシネマ、ドラマといった映像を中心に活躍をしている。またインターネットTV、ラジオ番組の出演など積極的に活動の場を拡げている。

## 主な出演作品
- 2008年1月 TBS番組「サスケマニア」
- 2008年5月 TVCM「アミノバイタル」 ランナー役
- 2009年3月 Vシネマ「白竜9 その女、亜利沙」 チンピラ役
- 2009年11月 映画「ゼブラーマン -ゼブラシティの逆襲-」 白馬の住民役
- 2011年8月 映画「そらみ〜未来からの願い〜」 高山健一役
- 2011年8月 テレビ埼玉「Time Tunnel」(アニソン頂上決戦Vol.8)
- 2011年11月 インターネットTV「長友仍世の秋の大感謝祭3時間生放送スペシャル」
- 2011年12月 テレビ埼玉「Time Tunnel」(アニソン頂上決戦Vol.9)
- 2011年12月 インターネットラジオ「大佐とナナイのしゃべりば」 ゲスト出演
- 2012年2 月 映画「B-ON 蘭城高校危機一髪編」 番地吐人役
- 2012年3月 映画「G-ON」 猿渡役
- 2012年4月 映画「ワーストギア」 宮澤組長役
- 2012年5月 映画「骨まで愛して」 店長役
- 2012年5月 インターネットラジオ「やきたてできたてMusicベーカリー」 ゲスト出演
- 2012年5月 インターネットTV「USTREAM生放送 格付け ガックリ 半田づけ」
- 2012年7月 インターネットTV「USTREAM生放送 True or Doubt」
- 2012年7月 CS番組「Cartoon Network」
- 2012年8月 インターネットTV「USTREAM生放送 中学入試問題を解く」
- 2012年11月 映画「ほんとうにあった怖い話Premium〜呪いの動画〜」 今上太一役
- 2012年12月 ラジオ「音楽煮込み」 ゲスト出演
- 2013年1月 東京FMラジオ「くるめの めくるめく くるない2」 ゲスト

2013年3月 Vシネマ「東京シェアリング」刑事 高橋謙三役